# Андрей Юматов
Андрей Юматов родился 16 июля 2010 года в селе Петрово-Дальнем. Андрей в подростковом возрасте уже был известен в своем поселке по кличкам «Девственник, Мальчик-инцел, Папирус». Он отличился своими предпочтениями в сексуальной жизни: по его рассказам, его тянуло к особам женского пола, и он пытался это доказать, начав встречаться с девочкой на год младше. Но в кругу своих друзей у него были события, которые отвергают его сексуальные предпочтения, но последней каплей был момент, когда Андрей в трезвом состоянии начал целоваться со своим лучшим другом. Еще были моменты, когда Андрей делал невообразимое. По рассказам его знакомых, были нередкие случаи, когда Андрей вытирал свою семенную жидкость об одежду, шорты, шторы, диван
```
и т. д. Если рассмотреть Андрея без одежды, то мы сразу заметим, что на его коленке шрам в виде волдыря, и еще его соски похожи на один вид колбасы.
```